# Jan Arnouts
Jan Arnouts (Etten-Leur, 11 mei 1958) is een Nederlands carambolebiljarter. Hij leerde als kind (staande op een bierkratje) biljarten in het café van zijn vader en kreeg daarna les van Tony Schrauwen. Hij was van 1985 tot 2004 uitbater van een café/biljartcentrum (overgenomen van zijn vader) en werd daarna postbode.
Hij won het Nederlands kampioenschap libre in 1980 en 1984, het Nederlands kampioenschap kader 47/1 in 1982 en 1984, het Nederlands kampioenschap kader 71/2 in 1981 en 1983, het 1e Nederlands Kampioenschap 3-kamp (71/2, bandstoten, driebanden) in 1986 en het Nederlands kampioenschap driebanden in 1986 en 1992. 
In mei 1982 eindigde Arnouts als tweede op het Wereldkampioenschap Anker-kader 47/1 te Duisburg achter de winnaar Francis Connesson.
Hij eindigde in 1983 ook als tweede op het Europees kampioenschap bandstoten in Madrid achter de kampioen Ludo Dielis.
Hij won het Europees kampioenschap kader 71/2 in 1983 in Marseille. 
Hij won het kerstbiljarttoernooi in Zundert in 1985. Hij werd gekozen tot sportman van het jaar in Etten-Leur over 1981, 1982, 1983 en 1985.